# Lijst van voetbalinterlands Seychellen - Sri Lanka
Deze lijst van voetbalinterlands is een overzicht van alle officiële voetbalwedstrijden tussen de nationale teams van de Seychellen en Sri Lanka. De landen hebben tot op heden vier keer tegen elkaar gespeeld. De eerste ontmoeting was een vriendschappelijke wedstrijd op 26 augustus 2014 in Victoria. Het laatste duel, eveneens een vriendschappelijke wedstrijd, vond plaats in Colombo op 19 november 2021.

## Wedstrijden
| № | Plaats   | Datum            | Competitie        | Wedstrijd              | Uitslag |
| - | -------- | ---------------- | ----------------- | ---------------------- | ------- |
| 1 | Victoria | 26 augustus 2014 | Vriendschappelijk | Seychellen − Sri Lanka | 1 − 2   |
| 2 | Victoria | 28 augustus 2014 | Vriendschappelijk | Seychellen − Sri Lanka | 3 − 0   |
| 3 | Colombo  | 13 november 2021 | Vriendschappelijk | Sri Lanka − Seychellen | 0 − 1   |
| 4 | Colombo  | 19 november 2021 | Vriendschappelijk | Sri Lanka − Seychellen | 3 − 3   |

## Samenvatting
| Competitie        | Totaal gespeeld | Winst Seychellen | Gelijk | Winst Sri Lanka | Doelsaldo Seychellen – Sri Lanka |
| ----------------- | --------------- | ---------------- | ------ | --------------- | -------------------------------- |
| Vriendschappelijk | 4               | 2                | 1      | 1               | 8 − 5                            |
| Totaal            | 4               | 2                | 1      | 1               | 8 − 5                            |

SFF · A-internationals · Seychels vrouwenelftal
1980 - 1989 · 
1990 - 1999 · 
2000 – 2009 · 
2010 – 2019 ·
2020 − 2029
Algerije ·
Angola ·
Bangladesh ·
Botswana ·
Burkina Faso ·
Burundi ·
Comoren ·
Congo-Kinshasa ·
Eritrea ·
Ethiopië ·
Gabon ·
Gambia ·
Ivoorkust ·
Kenia ·
Lesotho ·
Libië ·
Madagaskar ·
Malawi ·
Malediven ·
Mali ·
Mauritius ·
Mozambique ·
Namibië ·
Nigeria ·
Oeganda ·
Palestina ·
Rwanda ·
San Marino ·
Sierra Leone ·
Soedan ·
Sri Lanka ·
Swaziland ·
Tanzania ·
Tunesië ·
Zambia ·
Zimbabwe ·
Zuid-Afrika ·
Zuid-Soedan
FSL ·
A-internationals ·
Sri Lankaans vrouwenelftal
Afghanistan ·
Bahrein ·
Bangladesh ·
Bhutan ·
Brunei ·
Cambodja ·
China ·
DDR ·
Filipijnen ·
Guam ·
Hongkong ·
India ·
Indonesië ·
Irak ·
Iran ·
Japan ·
Jemen ·
Jordanië ·
Kirgizië ·
Laos ·
Libanon ·
Macau ·
Malediven ·
Maleisië ·
Mongolië ·
Myanmar ·
Nepal ·
Noord-Korea ·
Oezbekistan ·
Oman ·
Pakistan ·
Palestina ·
Papoea-Nieuw-Guinea ·
Qatar ·
Saoedi-Arabië ·
Seychellen ·
Singapore ·
Soedan ·
Syrië ·
Tadzjikistan ·
Taiwan ·
Thailand ·
Turkmenistan ·
Verenigde Arabische Emiraten ·
Vietnam ·
Zuid-Korea